# صخره نقره‌ای
صخره نقره‌ای (پرتغالی: O Abismo Prateado) فیلمی در ژانر درام به کارگردانی کریم عینوز است که در سال ۲۰۱۱ منتشر شد.